# Sara Mannini
Pas d'image ? Cliquez ici

a Compétitions nationales et continentales officielles uniquement.

b Matchs officiels uniquement.
Sara Mannini, née le 28 août 2005 à Pise (Italie), est une joueuse internationale italienne de rugby à XV et internationale de rugby à sept, qui évolue au poste de demi d'ouverture ou centre. Elle joue au Rugby Colorno.

## Biographie
Née le 28 août 2005 à Pise en Italie, Sara Mannini découvre la pratique du rugby à XV durant un camp d'été organisé par le CUS Pisa. En 2015, elle y prend une licence et devient la seule joueuse du club. Arrivée en catégorie des moins de 14 ans, les règlements ne lui permettent plus de disputer les matchs. Elle rejoint donc le Puma Bisenzio où ses performances individuelles sont déjà remarquées. Elle passe par les équipes nationales des moins de 18 ans et moins de 20 ans. En senior, elle rejoint le club de Rugby Colorno qui joue en première division.
Début 2024, elle joue un match avec les Zebre. Elle est ensuite convoquée pour le Tournoi des Six Nations avec l'équipe d'Italie et fait une feuille de match contre l'Écosse, mais n'entre pas en jeu. Pendant l'été, elle participe au Championnat d'Europe de rugby à sept, puis à la Summer Series avec l'équipe nationale des moins de 20 ans, où elle est titularisée à trois reprises à l'ouverture. Elle est nommée dans l'équipe type de la compétition.
Elle fait ses débuts internationaux senior en septembre 2024, titularisée face au Japon en préparation au WXV, dont elle joue les trois rencontres[réf. nécessaire]. Au mois de mars suivant, elle est sélectionnée pour le Tournoi des Six Nations.
Elle est étudiante en ingénierie informatique et électronique.